# La Parisienne

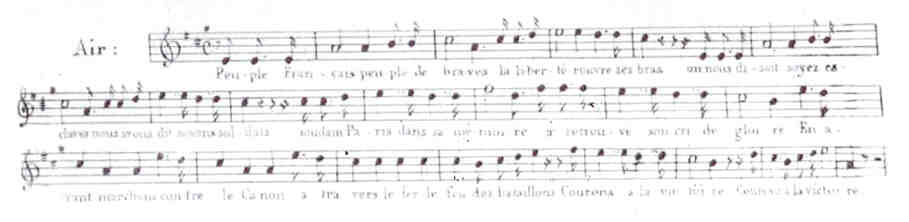
Melodie van La Parisienne.

La Parisienne was het volkslied van Frankrijk van 1830 tot 1848. 
Dit Frans vaderlandslievend lied uit de 19e eeuw werd gecomponeerd door Casimir Delavigne in 1830, kort na de Julirevolutie. Het lied is een hommage aan deze opstand.
Het lied werd gespeeld tijdens de intrede van Leopold I in België op 21 juli 1831.

## Duitse oorsprong
Het lied wordt gezongen op de tonen van de Duitse militaire mars Ein Schifflein Sah Ich Fahren. Deze mars werd gearrangeerd door Daniel Auber. De originele Duitse mars is afkomstig van Westfalen. Het was er erg populair rond de jaren 1880.

## Volkslied van Frankrijk
La Parisienne was erg succesvol in Frankrijk. Het lied werd daarom zelfs het nationaal volkslied van dat land tijdens de Julimonarchie, van 1830 tot 1848. Het hedendaagse volkslied van de Fransen is de Marseillaise.

## Tekst
Strofe 1
Peuple Français, peuple de braves,

La Liberté rouvre ses bras;

On nous disait: soyez esclaves!

Nous avons dit: soyons soldats!

Soudain Paris, dans sa mémoire

A retrouvé son cri de gloire:

En avant, marchons

Contre les canons;

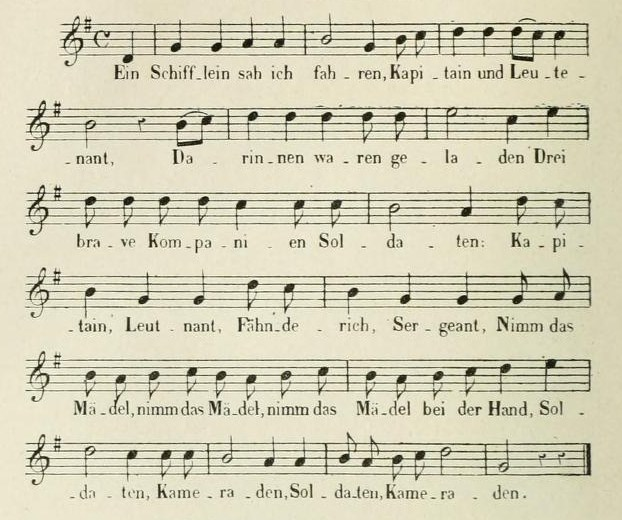
Het Duitse lied Ein Schifflein Sah Ich Fahren. Op deze melodie heeft Casimir Delavigne La Parisienne gecomponeerd.

À travers le fer, le feu des bataillons,

Courons à la victoire. (bis)
Strofe 2
Serrez vos rangs, qu'on se soutienne!

Marchons! Chaque enfant de Paris

De sa cartouche citoyenne

Fait une offrande à son pays;

Ô jour d'éternelle mémoire!

Paris n'a plus qu'un cri de gloire:

En avant, marchons

Contre les canons;

À travers le fer, le feu des bataillons,

Courons à la victoire. (bis)
Strofe 3
La mitraille en vain nous dévore,

Elle enfante des combattants;

Sous les boulets voyez éclore

Ces vieux généraux de vingt ans.

Ô jour d'éternelle mémoire!

Paris n'a plus qu'un cri de gloire:

En avant, marchons

Contre les canons;

À travers le fer, le feu des bataillons,

Courons à la victoire. (bis)
Strofe 4
Pour briser leurs masses profondes,

Qui conduit nos drapeaux sanglants?

C'est la liberté des deux Mondes.

C'est Lafayette en cheveux blancs.

Ô jour d'éternelle mémoire!

Paris n'a plus qu'un cri de gloire:

En avant, marchons

Contre les canons;

À travers le fer, le feu des bataillons,

Courons à la victoire. (bis)
Strofe 5
Les trois couleurs sont revenus,

Et la colonne, avec fierté,

Fait briller à travers les nues

L'arc-en-ciel de sa liberté,

Ô jour d'éternelle mémoire!

Paris n'a plus qu'un cri de gloire:

En avant, marchons

Contre les canons;

À travers le fer, le feu des bataillons,

Courons à la victoire. (bis)
Strofe 6
Soldat du drapeau tricolore,

D'Orléans! Roi qui l'a porté,

Ton sang se mêlerait encore

À celui qu'il nous a couté.

Ô jour d'éternelle mémoire!

Paris n'a plus qu'un cri de gloire:

En avant, marchons

Contre les canons;

À travers le fer, le feu des bataillons,

Courons à la victoire. (bis)
Strofe 7
Tambours, du convoi de nos frères,

Roulez le funèbre signal;

Et nous, de lauriers populaires

Chargeons leur cercueil triomphal.

Ô temple de deuil et de gloire!

Panthéon, reçois leur mémoire!

Portons-les marchons

Découvrons nos fronts

Soyez immortels vous tous que nous pleurons,

Martyrs de la victoire. (bis)